# Demoso
Demoso (birman : ဒီးမော့ဆိုမြို့ ; également orthographié Dimawhso) est la capitale du district de Demoso (en), dans le nord-ouest de l'État de Kayah, en Birmanie.

## Histoire
Demoso est le site de la bataille de Demoso pendant la guerre civile birmane qui commence en 2021. À la suite du conflit, de nombreux citoyens de Demoso fuient vers les régions voisines,, tandis que de nombreuses personnes déplacées dans l'État de Kayah déménagent dans la ville, y compris l'évêque Celso Ba Shwe du diocèse de Loikaw en 2024,.
Le 30 avril 2022, de nouveaux quartiers sont agrandis et organisés. Demoso devient la capitale de son propre district, se séparant du district de Loikaw (en),.